# Johann Wiesenfeld
Johann(es) Wiesenfeld (* im 17. Jahrhundert; † nach 1757) war ein Ministeriale, der im Dienst der Grafen von Solms-Laubach vom Fruchtschreiber zum Hofbaumeister aufstieg. Er erbaute 1748–1750 die Schlosskirche in Altenburg und 1750–1756 auch die evangelische Kirche in Ruppertsburg.
Er ist erstmals im Jahre 1711 als gräflicher Fruchtschreiber bekundet.
Spätesten 1730 wurde der inzwischen als Bausachverständiger bezeichnete Wiesenfeld als Inspektionsbeamter für die Mühlen in der Grafschaft eingesetzt. Somit war er verantwortlich für die Überwachung und Einhaltung der das Mühlenwesen betreffenden Verordnungen. Auch 1745 wurde Wiesenfeld und dem Kammerrat Hennemann die Strafordnung zu besonderer Beachtung übergeben, nach der sie sich „ohne Ansehen der Person zu richten“ hatten. Wiesenfeld bekam die Inspektion über alle Mühlen in der Herrschaft und über die Müller aufgetragen.

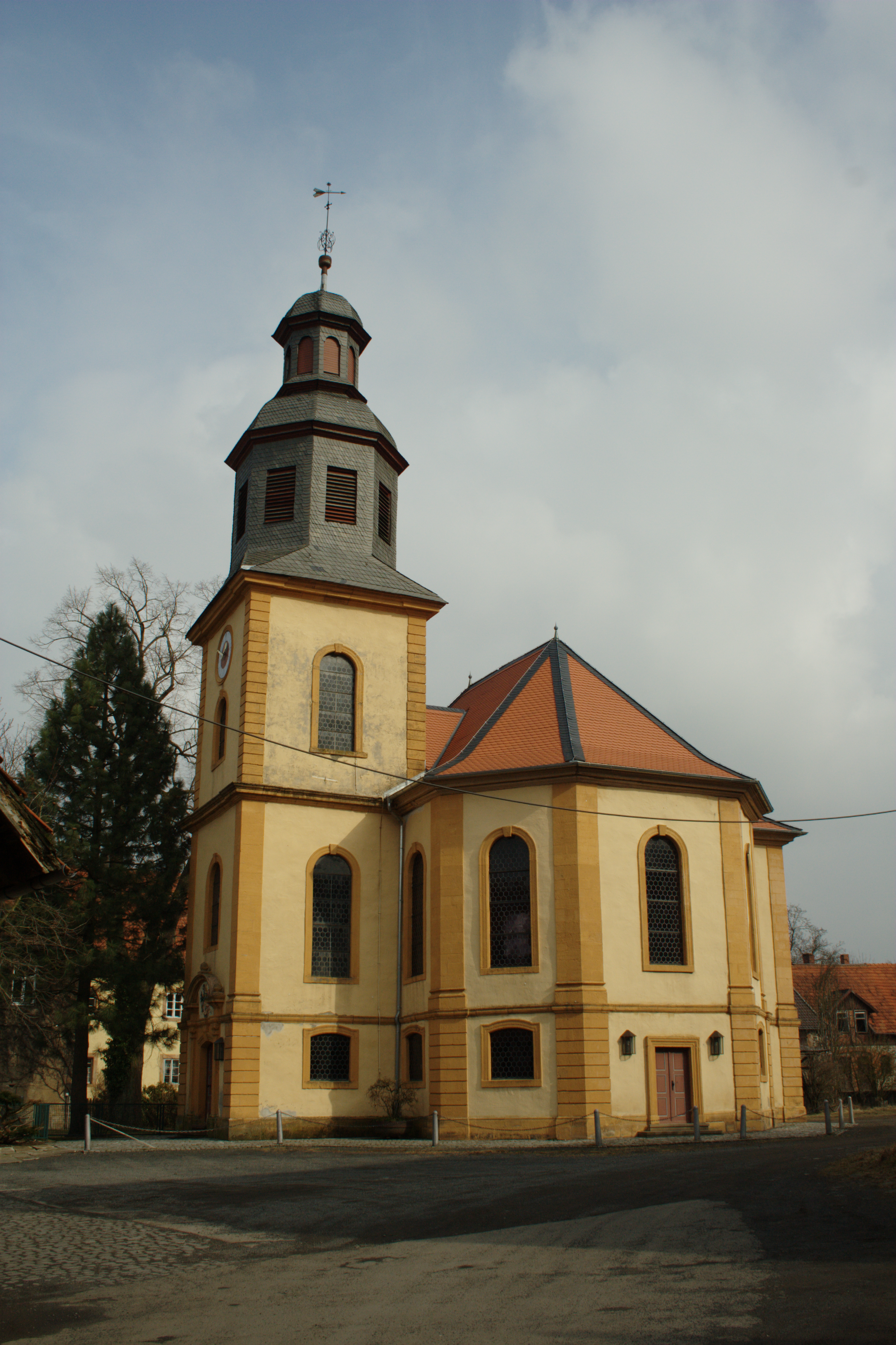
Schlosskirche Altenburg

Inzwischen hatte er 1737/38 als Bauschreiber den Bau von Dach und Turmhaube der evangelisch-reformierten Pfarrkirche in Wölfersheim geleitet; seine Plane für den Innenausbau der neuen Kirche wurden jedoch verworfen.
Dennoch stieg Wiesenfeld schließlich zum Hofbaumeister auf. Im Jahre 1747 erhielt er vom kursächsischen Generalleutnant Hermann XX. Riedesel zu Eisenbach, der seinen Abschied genommen hatte und auf die ererbte Altenburg bei Alsfeld gezogen war, den Auftrag zum Bau der dortigen Schlosskirche. Wiesenfeld baute 1750–1756 auch die evangelische Kirche in Ruppertsburg. 1757 ist er zum letzten Mal bekundet, als er ein Modell für ein Sitzungsgebäude des 1689 nach Wetzlar umgezogenen Reichskammergerichts herstellte, was allerdings nicht realisiert wurde.